# ロワ梨里愛
ロワ 梨里愛（ロワ りりあん、2006年5月30日 - ）は、日本のモデル、タレント、女優（元子役）、歌手。
東京都出身。元アミューズ所属。

## 来歴
2016年、ちゃおガール2016★オーディションで準グランプリを受賞しアミューズに所属。
2017年から2021年までCiào Smiles（ちゃおスマイルズ）のメンバーとして活動。
2023年4月30日を以てアミューズとの契約終了。

## 人物
言語
スペイン語、フランス語。
特技
フランス語、チェス。
趣味
スペイン語、絵画、読書。
国籍等
東京生まれ。父がフランス人。

## 出演

### テレビ番組
- ビットワールド - BIT WORLD - （2020年度 - 2023年度、Eテレ）

ロワ 役（2020年度（ロボコ編）は「ロボコの社員」、2021年度（メガ校編）は「メガ校」の生徒）
「怪盗おっしゃれーズ」ロワーシャ 役（2021年度 - 2022年度）
「スパイロック」受付のロワリー 役（2023年度）
- 超無敵クラス（2022年2月16日から2023年5月21日まで不定期で43回、日本テレビ）

### WEB
- オリジナルドラマ「地獄のガールフレンド」（2019年、FOD）島田加南（中学生期） 役

### 映画
- 名探偵コナン 紺青の拳 (2019年、東宝) 女の子 役

### CM
- アガツマ、ラブあみ織り機（2018年）
- アガツマ、すみっコぐらしきらきらスノードーム（2018年）
- アガツマ、すみっコぐらしおえかきトレーサー（2019年）

### PV
- リカちゃん「アクアカールみさきちゃん」（2018年）[4]

### イベント
- 東京おもちゃショー2018「リカちゃん＆みさきちゃんスペシャルダンスステージ」（2018年）[5]
- 東京おもちゃショー2019「リカちゃん＆かれんちゃんスペシャルダンスステージ」（2019年）[6]

## 書籍
- ちゃお（2016年 - 、小学館）
- プリパラ公式ファンブック（2016年、小学館）
- アイドルタイムプリパラ公式ファンブック（2017年、小学館）
- 読売KODOMO新聞（2019年、読売新聞社）